# Parotocinclus
Parotocinclus (Latein: „par“ = gleich + Otocinclus) ist eine Gattung aus der Wels-Familie der Harnischwelse (Loricariidae) und der Unterfamilie Hypoptopomatinae. Es handelt sich um etwa 30 Arten, die vor allem im südöstlichen Brasilien, aber auch im Amazonasbecken verbreitet sind. Die acht Parotocinclus-Arten aus dem Amazonasbecken, dem Einzugsbereich des Orinoko und den Guianas sind nicht besonders nah mit denen aus südöstlichen Brasilien verwandt. Da Parotocinclus maculicauda, die Typusart der Gattung, im südöstlichen Brasilien vorkommt, muss für die amazonischen Parotocinclus-Arten ein neuer Gattungsname eingeführt werden.

## Merkmale
Parotocinclus-Arten sind kleine, etwas gedrungene Harnischwelse, die Körperlängen von 3 bis 6 cm erreichen und in ihrer Körperform an die aus der Aquaristik bekannte Gattung Otocinclus erinnern. Der Rumpf wird durch drei bis fünf Knochenplattenreihen geschützt. Charakteristisch für die Gattung ist der unperforierte Temporalschild (Hinterschläfenknochen (perforiert bei Otocinclus)). Eine Fettflosse ist stets vorhanden. 

## Arten
Bis heute wurden etwa 30 gültige Arten beschrieben:
- Parotocinclus amazonensis Garavello, 1977
- Parotocinclus arandai Sarmento-Soares, Lehmann A. & Martins-Pinheiro, 2009
- Parotocinclus aripuanensis Garavello, 1988
- Parotocinclus bahiensis (Miranda-Ribeiro, 1918)
- Parotocinclus bidentatus Gauger & Buckup, 2005
- Parotocinclus britskii Boeseman, 1974
- Parotocinclus cabessadecuia Ramos et al., 2017
- Parotocinclus cearensis Garavello, 1977
- Parotocinclus cesarpintoi Miranda-Ribeiro, 1939
- Parotocinclus collinsae Schmidt & Ferraris, 1985
- Parotocinclus cristatus Garavello, 1977
- Parotocinclus dani Roxo et al., 2016
- Parotocinclus doceanus (Miranda-Ribeiro, 1918)
- Parotocinclus eppleyi Schaefer & Provenzano, 1993
- Parotocinclus fluminense Roxo et al., 2017
- Parotocinclus halbothi Lehmann et al., 2014
- Parotocinclus haroldoi Garavello, 1988
- Parotocinclus jequi  Lehmann A., Braun, Pereira, Reis, 2013
- Parotocinclus jimi Garavello, 1977
- Parotocinclus jumbo Britski & Garavello, 2002
- Parotocinclus longirostris Garavello, 1988
- Parotocinclus maculicauda (Steindachner, 1877), Typusart
- Parotocinclus minutus Garavello, 1977
- Parotocinclus muriaensis Gauger & Buckup, 2005
- Parotocinclus planicauda Britski & Garavello, 2003
- Parotocinclus polyochrus Schaefer, 1988
- Parotocinclus prata Ribeiro, Melo & Pereira, 2002
- Parotocinclus robustus Lehmann A. & Reis, 2012
- Parotocinclus seridoensis Ramos et al., 2013
- Parotocinclus spilosoma (Fowler, 1941)
- Parotocinclus spilurus (Fowler, 1941)
- Parotocinclus variola Lehmann et al., 2015
- Parotocinclus yaka Lehmann et al., 2018

## Belege
1. ↑  Peter van der Sleen & James S. Albert: Field Guide to the Fishes of the Amazon, Orinoco, and Guiana. Princeton Field Guides, University Press Group, 2017, ISBN 978-0691170749, Seite 258.